# Pierre-Marie Puech
Pour les articles homonymes, voir Puech.
Pierre-Marie Puech, né le 8 mars 1906 à Mazamet (Tarn, France) et mort le 1er janvier 1995, est un prélat catholique français, évêque de Carcassonne pendant trente ans de 1952 à 1982. Supérieur du petit séminaire de Castres dans le diocèse d'Albi pendant l'Occupation, il y cache cinq professeurs recherchés ainsi que des élèves de confession juive sous des noms d'emprunt. En 1992, il est reconnu Juste parmi les nations.

## Biographie

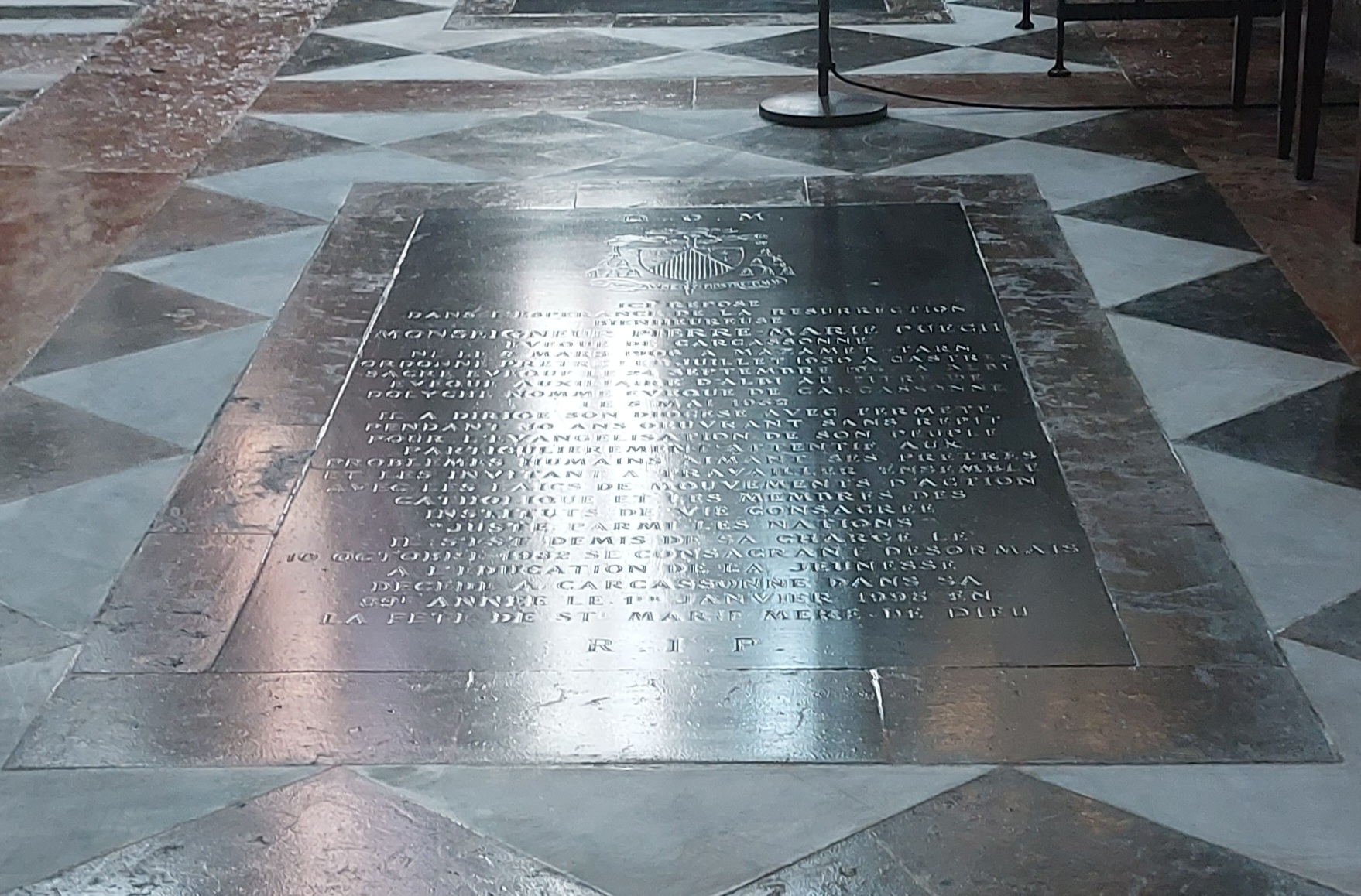
Dalle funéraire de l'évêque Pierre-Marie Puech visible dans le chœur de la cathédrale Saint-Michel.

Né en 1906 à Mazamet, une ville qui est alors un centre industriel de premier plan dans le Tarn, Pierre Marie Joseph Puech est ordonné prêtre à 24 ans, le 2 juillet 1930, pour le diocèse d'Albi par Pierre-Célestin Cézerac.
Nommé supérieur du petit séminaire de Castres, l'abbé Puech rallie Jean-Joseph Moussaron, nommé archevêque d'Albi le 11 mai 1940, dans son mouvement de protestation contre la déportation des juifs. Dès 1942, il accueille et cache sous de faux noms cinq professeurs recherchés par diverses polices, dont un Bavarois et un Alsacien, déserteurs de la Wehrmacht, et deux jeunes hommes de 21 ans, réfractaires au STO. Le cinquième, Marcel Bernfeld, est juif, et échappe ainsi à la déportation. Selon le témoignage de ce dernier, l'abbé Puech aurait également accueilli avec chaleur d'autres professeurs et élèves juifs, leur témoignant à tous sa bienveillance et sa compréhension et respectant leur foi personnelle.
Le 7 juin 1947, sur proposition de son archevêque, Jean-Joseph Moussaron, il est nommé évêque auxiliaire d'Albi par le Saint-Siège et prend le titre d'évêque de Doliché (de). Il est consacré le 24 septembre suivant en la cathédrale Sainte-Cécile d'Albi par Jean-Joseph Moussaron et comme co-consécrateurs principaux, Henri-Marius Bernard, évêque de Perpignan et Paul Chevrier, évêque de Cahors.
Puech est nommé évêque de Carcassonne par Pie XII le 18 mars 1952, à l'âge de 46 ans. C'est comme tel qu'il participe aux quatre sessions du concile Vatican II, auquel il est invité par une lettre du 18 juin 1959. Réputé « conservateur », il se contente dans sa réponse de réclamer une « réforme radicale de la Curie romaine », montrant néanmoins des vues plus larges que ce que lui impose la seule gestion de son diocèse,,.
Dans les années 1970, bien qu'ayant accepté largement les innovations du concile, il se montre néanmoins prudent et équilibré dans son application. Ainsi, il n'hésite pas à prendre position et à se montrer ferme à l'encontre d'une émission de Jean-François Delassus intitulée « Prêtre, pour quoi faire ? » et diffusée le 21 janvier 1972 à la télévision. Y apercevant notamment des séminaristes de Lille critiques et même railleurs à l'encontre de l'Église et de sa doctrine, il affirme dans un éditorial publié au bulletin diocésain le 27 janvier suivant : « Je le dis tout net, à des candidats au sacerdoce qui leur ressembleraient, je refuserais d’imposer les mains ». Cette protestation oblige Adrien Gand, évêque de Lille, à réagir le 29 janvier pour soutenir ses séminaristes et leur accorder sa confiance.
Comme le prévoit le droit canonique, il présente sa démission au pape en 1981 lorsqu'il atteint 75 ans. Elle est acceptée par Jean-Paul II le 25 août 1982. En 1992, devenu évêque émérite de Carcassonne, il est reconnu Juste parmi les nations par le Mémorial de Yad Vashem pour avoir sauvé des juifs de la Shoah sous l'Occupation. Il meurt le 1er janvier 1995.
Il est inhumé dans la cathédrale Saint-Michel de Carcassonne.

## Références

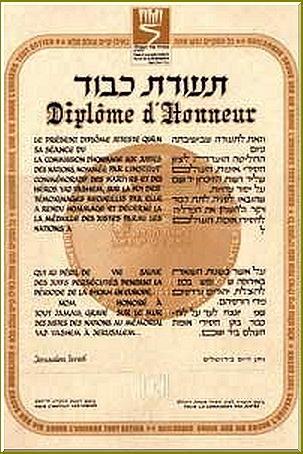
Diplôme en français de « Juste parmi les nations ».